# Reabilitação (penalogia)
A reabilitação na penalogia refere-se a recuperação, regeneração, readaptação,
ressocialização e reeducação do crimonoso na sociedade.A reabilitação pressupõem que as pessoas não são permanentemente criminosas, e que é possível restaurar um criminoso para uma vida útil, em que eles possam ser membros contributivos da sociedade.